# Kristelig Forening for Unge Menn-Kameratene Oslo 2020
Questa voce raccoglie le informazioni riguardanti il Kristelig Forening for Unge Menn-Kameratene Oslo nelle competizioni ufficiali della stagione 2020.

## Stagione
A causa della pandemia di COVID-19, il 12 marzo 2020 è stato reso noto che la Norges Fotballforbund aveva inizialmente rinviato l'inizio dell'attività calcistica al 15 aprile. A seguito della decisione del ministero della cultura di vietare la ripresa delle attività fino al 15 giugno, i calendari del campionato sono stati ancora rimodulati. Il 19 maggio, il ministro della cultura Abid Raja ha confermato che la 1. divisjon sarebbe ricominciata la prima settimana di luglio. Il 12 giugno, Raja ha reso noto che sarebbe stata permessa una capienza massima di 200 spettatori. Dal 30 settembre, la capienza è stata aumentata a 600 spettatori, negli impianti dove potesse essere garantita la distanza interpersonale.
Il 10 settembre 2020, la Norges Fotballforbund – dopo diversi rinvii – ha dovuto annullare l'edizione stagionale del Norgesmesterskapet, a causa dell'impossibilità di disputare tutte le partite previste a causa della condensazione del calendario del campionato. Anche il calciomercato è stato organizzato quindi diversamente, con una sessione estiva e una autunnale.
Il KFUM Oslo ha chiuso la stagione all'8º posto finale. Il calciatore più utilizzato in stagione è stato Christopher Lindquist, a quota 30 presenze. David Tavakoli è stato invece il miglior marcatore, con le sue 8 reti.

## Maglie e sponsor
Lo sponsor ufficiale per la stagione 2020 è stato OBOS. La divisa casalinga era composta da una maglietta rossa con maniche bianche, pantaloncini blu e calzettoni bianchi. Quella da trasferta era invece composta da una maglietta blu, con i pantaloncini bianchi e i calzettoni neri.
| Casa | Trasferta |

## Calciomercato

### Sessione invernale(dal 09/01 al 01/04)
| Arrivi | Arrivi                  | Arrivi      | Arrivi     |
| R.     | Nome                    | da          | Modalità   |
| ------ | ----------------------- | ----------- | ---------- |
| P      | Alexander Pedersen      |             | svincolato |
| D      | Jacob Gaden Stubberud   | Nordstrand  | definitivo |
| C      | Håkon Helland Hoseth    |             | svincolato |
| C      | Remi-André Svindland    |             | svincolato |
| A      | Fredrik Kristensen Dahl | Fram Larvik | definitivo |
| A      | Alagie Sanyang          |             | svincolato |

| Partenze | Partenze          | Partenze     | Partenze      |
| R.       | Nome              | a            | Modalità      |
| -------- | ----------------- | ------------ | ------------- |
| D        | Marius Brevig     |              | ritiro        |
| D        | Kristian Brix     |              | ritiro        |
| D        | Sebastian Jarl    | Sarpsborg 08 | fine prestito |
| C        | Lars Olden Larsen | Mjøndalen    | definitivo    |
| C        | Simen Vedvik      |              | ritiro        |

### Sessione estiva(dal 10/06 al 30/06)
| Arrivi | Arrivi                | Arrivi | Arrivi     |
| R.     | Nome                  | da     | Modalità   |
| ------ | --------------------- | ------ | ---------- |
| D      | Christopher Lindquist |        | svincolato |
| C      | Mohamed Mahnin        | Skeid  | definitivo |
| C      | Olav Øby              |        | svincolato |

| Partenze | Partenze | Partenze | Partenze |
| R.       | Nome     | a        | Modalità |
| -------- | -------- | -------- | -------- |

### Sessione autunnale(dall'08/09 al 05/10)
| Arrivi           | Arrivi             | Arrivi | Arrivi        |
| R.               | Nome               | da     | Modalità      |
| ---------------- | ------------------ | ------ | ------------- |
| D                | Keivan Ghaedamini  | Skeid  | definitivo    |
| A                | Bilal Njie         | Odd    | definitivo    |
| A                | Lasse Sigurdsen    |        | svincolato    |
| Altre operazioni |                    |        |               |
| R.               | Nome               | da     | Modalità      |
| A                | Abdul-Basit Agouda | Grorud | fine prestito |

| Partenze         | Partenze           | Partenze     | Partenze   |
| R.               | Nome               | a            | Modalità   |
| ---------------- | ------------------ | ------------ | ---------- |
| P                | Simon Thomas       | Sarpsborg 08 | definitivo |
| A                | Abdul-Basit Agouda | Øygarden     | prestito   |
| Altre operazioni |                    |              |            |
| R.               | Nome               | da           | Modalità   |
| A                | Abdul-Basit Agouda | Grorud       | prestito   |

## Risultati

### 1. divisjon

#### Girone di andata
| Arbitro: | Bodding |

|                      |           |            |
| Tavakoli 57’ Øby 89’ | Marcatori | 31’ Campos |

| Arbitro: | Tennøy |

|                       |           |                     |
| Chaib 25’ Kuruçay 64’ | Marcatori | 61’ (rig.) Tavakoli |

| Arbitro: | Sinnes |

|                          |           |                       |
| Sanyang 29’ Kastrati 85’ | Marcatori | 9’ Rochester Sørensen |

| Arbitro: | Higraff |

|            |           |              |
| Garnås 90’ | Marcatori | 17’ J. Moula |

| Arbitro: | Moen |

|                                   |           |         |
| Tavakoli 26’, 45’, 64’ Agouda 84’ | Marcatori | 87’ Eid |

| Oslo 31 luglio 2020, ore 18:00 6ª giornata | KFUM Oslo        | 0 – 0 referto | Åsane | KFUM Arena (200 spett.)\| Arbitro: \| S. Røvig Sletner \| |
| Arbitro:                                   | S. Røvig Sletner |               |       |                                                           |

| Arbitro: | Berg |

|                                     |           |              |
| M. Pedersen 11’ (rig.) Svendsen 24’ | Marcatori | 53’, 80’ Øby |

| Arbitro: | Medic |

|             |           |                         |
| Sanyang 16’ | Marcatori | 41’ Gustavsson 63’ Rafn |

| Arbitro: | Tennøy |

|                                                    |           |                    |
| Eriksen 31’ Hummelvoll-Nuñez 42’ Mahnin 48’ (aut.) | Marcatori | 35’ Helland Hoseth |

| Arbitro: | H. Røvig Sletner |

|         |           |                  |
| Øby 18’ | Marcatori | 90’ (rig.) Güven |

| Arbitro: | Ekeli Valen |

|                                                      |           |  |
| Lankoh-Dahlby 22’ Elsebutangen 74’ Østigård Ness 80’ | Marcatori |  |

| Arbitro: | Bodding |

|  |           |            |
|  | Marcatori | 35’ Kartum |

| Arbitro: | Berg |

|  |           |             |
|  | Marcatori | 87’ Stavrum |

| Arbitro: | H. Røvig Sletner |

|             |           |            |
| Sanyang 10’ | Marcatori | 53’ Opsahl |

| Arbitro: | Tennøy |

|                           |           |              |
| Ezeh 72’ Michael 74’, 77’ | Marcatori | 38’ J. Moula |

#### Girone di ritorno
| Arbitro: | Hauge |

|              |           |                 |
| Tavakoli 82’ | Marcatori | 35’, 77’ Sellin |

| Arbitro: | Sinnes |

|                                       |           |               |
| Lillebo 4’, 42’ Kartum 33’ Stokke 78’ | Marcatori | 89’ Sigurdsen |

| Arbitro: | Berg |

|              |           |  |
| Y. Moula 75’ | Marcatori |  |

| Arbitro: | Aslam |

|              |           |                              |
| Andersen 24’ | Marcatori | 33’ Stavrum 49’ (rig.) Rasch |

| Arbitro: | Tennøy |

|                                      |           |         |
| Rasch 42’ Svindland 75’ Tavakoli 90’ | Marcatori | 87’ Aga |

| Arbitro: | Ekeli Valen |

|              |           |              |
| Kitolano 57’ | Marcatori | 80’ Sortevik |

| Arbitro: | Bodding |

|               |           |          |
| Lorentzen 85’ | Marcatori | 55’ Njie |

| Arbitro: | Moen |

|                                    |           |  |
| Njie 8’ Lindquist 28’ Tavakoli 44’ | Marcatori |  |

| Arbitro: | Berg |

|  |           |           |
|  | Marcatori | 55’ Gueye |

| Arbitro: | H. Røvig Sletner |

|              |           |           |
| Sortevik 51’ | Marcatori | 55’ Taaje |

| Arbitro: | Higraff |

|                            |           |  |
| Totland 19’ Ndour 63’, 66’ | Marcatori |  |

| Arbitro: | Aslam |

|             |           |           |
| Sanyang 77’ | Marcatori | 26’ Tønne |

| Arbitro: | Lien |

|                              |           |  |
| Lehne Olsen 44’ Kairinen 53’ | Marcatori |  |

| Arbitro: | Bodding |

|                                                                     |           |  |
| Rasch 12’, 71’, 88’ (rig.) Svindland 23’ Sortevik 76’ Sigurdsen 90’ | Marcatori |  |

| Arbitro: | Higraff |

|                                                              |           |                                         |
| Alm 26’ (rig.), 89’ (rig.) Brattbakk 63’ Løken 84’ Nessø 90’ | Marcatori | 45’, 77’ Sanyang 86’ Sigurdsen 90’ Njie |

## Statistiche

### Statistiche di squadra
| Competizione | Punti | In casa | In casa | In casa | In casa | In casa | In casa | In trasferta | In trasferta | In trasferta | In trasferta | In trasferta | In trasferta | Totale | Totale | Totale | Totale | Totale | Totale | DR |
| Competizione | Punti | G       | V       | N       | P       | Gf      | Gs      | G            | V            | N            | P            | Gf           | Gs           | G      | V      | N      | P      | Gf     | Gs     | DR |
| ------------ | ----- | ------- | ------- | ------- | ------- | ------- | ------- | ------------ | ------------ | ------------ | ------------ | ------------ | ------------ | ------ | ------ | ------ | ------ | ------ | ------ | -- |
| 1. divisjon  | 39    | 15      | 7       | 5       | 3       | 27      | 13      | 15           | 3            | 4            | 8            | 17           | 31           | 30     | 10     | 9      | 11     | 44     | 44     | 0  |
| Totale       | -     | 15      | 7       | 5       | 3       | 27      | 13      | 15           | 3            | 4            | 8            | 17           | 31           | 30     | 10     | 9      | 11     | 44     | 44     | 0  |

### Andamento in campionato
| Giornata  | 1 | 2 | 3 | 4 | 5 | 6 | 7 | 8 | 9 | 10 | 11 | 12 | 13 | 14 | 15 | 16 | 17 | 18 | 19 | 20 | 21 | 22 | 23 | 24 | 25 | 26 | 27 | 28 | 29 | 30 |
| --------- | - | - | - | - | - | - | - | - | - | -- | -- | -- | -- | -- | -- | -- | -- | -- | -- | -- | -- | -- | -- | -- | -- | -- | -- | -- | -- | -- |
| Luogo     | C | T | C | T | C | C | T | C | T | C  | T  | C  | T  | C  | T  | C  | T  | C  | T  | C  | T  | T  | C  | T  | C  | T  | C  | T  | C  | T  |
| Risultato | V | P | V | N | V | N | N | P | P | N  | P  | P  | V  | N  | P  | P  | P  | V  | V  | V  | N  | N  | V  | V  | N  | P  | N  | P  | V  | P  |
| Posizione | 6 | 6 | 5 | 5 | 4 | 3 | 5 | 7 | 9 | 9  | 10 | 10 | 9  | 9  | 11 | 12 | 13 | 11 | 11 | 9  | 9  | 9  | 6  | 6  | 6  | 6  | 7  | 8  | 8  | 8  |

Fonte:  OBOS-ligaen 2020, su altomfotball.no, Altomfotball.
Legenda:

Luogo: C = Casa; T = Trasferta. Risultato: V = Vittoria; N = Pareggio; P = Sconfitta.

### Statistiche dei giocatori
| Giocatore          | 1. divisjon | 1. divisjon | 1. divisjon | 1. divisjon | Coppa nazionale | Coppa nazionale | Coppa nazionale | Coppa nazionale | Coppe europee | Coppe europee | Coppe europee | Coppe europee | Altre coppe | Altre coppe | Altre coppe | Altre coppe | Totale   | Totale | Totale      | Totale     |
| Giocatore          | Presenze    | Reti        | Ammonizioni | Espulsioni  | Presenze        | Reti            | Ammonizioni     | Espulsioni      | Presenze      | Reti          | Ammonizioni   | Espulsioni    | Presenze    | Reti        | Ammonizioni | Espulsioni  | Presenze | Reti   | Ammonizioni | Espulsioni |
| ------------------ | ----------- | ----------- | ----------- | ----------- | --------------- | --------------- | --------------- | --------------- | ------------- | ------------- | ------------- | ------------- | ----------- | ----------- | ----------- | ----------- | -------- | ------ | ----------- | ---------- |
| A. Agouda          | 11          | 1           | 1           | 0           |                 |                 |                 |                 |               |               |               |               |             |             |             |             | 11       | 1      | 1           | 0          |
| T. Collett         | 1           | 0           | 0           | 1           |                 |                 |                 |                 |               |               |               |               |             |             |             |             | 1        | 0      | 0           | 1          |
| D. Fredheim Holm   | 3           | 0           | 1           | 0           |                 |                 |                 |                 |               |               |               |               |             |             |             |             | 3        | 0      | 1           | 0          |
| J. Gaden Stubberud | 5           | 0           | 0           | 0           |                 |                 |                 |                 |               |               |               |               |             |             |             |             | 5        | 0      | 0           | 0          |
| D. Gaye            | 7           | 0           | 0           | 0           |                 |                 |                 |                 |               |               |               |               |             |             |             |             | 7        | 0      | 0           | 0          |
| K. Ghaedamini      | 5           | 0           | 0           | 0           |                 |                 |                 |                 |               |               |               |               |             |             |             |             | 5        | 0      | 0           | 0          |
| M. Gueye           | 29          | 1           | 3           | 0           |                 |                 |                 |                 |               |               |               |               |             |             |             |             | 29       | 1      | 3           | 0          |
| J. Hammer          | 25          | 0           | 2           | 0           |                 |                 |                 |                 |               |               |               |               |             |             |             |             | 25       | 0      | 2           | 0          |
| H. Helland Hoseth  | 19          | 1           | 0           | 0           |                 |                 |                 |                 |               |               |               |               |             |             |             |             | 19       | 1      | 0           | 0          |
| V. Holsaether      | 0           | 0           | 0           | 0           |                 |                 |                 |                 |               |               |               |               |             |             |             |             | 0        | 0      | 0           | 0          |
| F. Kastrati        | 13          | 1           | 4           | 0           |                 |                 |                 |                 |               |               |               |               |             |             |             |             | 13       | 1      | 4           | 0          |
| F. Kristensen Dahl | 19          | 0           | 3           | 0           |                 |                 |                 |                 |               |               |               |               |             |             |             |             | 19       | 0      | 3           | 0          |
| C. Lindquist       | 30          | 1           | 2           | 0           |                 |                 |                 |                 |               |               |               |               |             |             |             |             | 30       | 1      | 2           | 0          |
| M. Mahnin          | 24          | 0           | 0           | 0           |                 |                 |                 |                 |               |               |               |               |             |             |             |             | 24       | 0      | 0           | 0          |
| J. Moula           | 25          | 2           | 1           | 0           |                 |                 |                 |                 |               |               |               |               |             |             |             |             | 25       | 2      | 1           | 0          |
| Y. Moula           | 13          | 1           | 2           | 0           |                 |                 |                 |                 |               |               |               |               |             |             |             |             | 13       | 1      | 2           | 0          |
| B. Njie            | 11          | 3           | 1           | 0           |                 |                 |                 |                 |               |               |               |               |             |             |             |             | 11       | 3      | 1           | 0          |
| O. Øby             | 27          | 4           | 2           | 0           |                 |                 |                 |                 |               |               |               |               |             |             |             |             | 27       | 4      | 2           | 0          |
| A. Pedersen        | 10          | -17         | 1           | 0           |                 |                 |                 |                 |               |               |               |               |             |             |             |             | 10       | -17    | 1           | 0          |
| R. Rasch           | 22          | 5           | 2           | 0           |                 |                 |                 |                 |               |               |               |               |             |             |             |             | 22       | 5      | 2           | 0          |
| A. Sanyang         | 29          | 6           | 3           | 0           |                 |                 |                 |                 |               |               |               |               |             |             |             |             | 29       | 6      | 3           | 0          |
| L. Sigurdsen       | 11          | 3           | 0           | 0           |                 |                 |                 |                 |               |               |               |               |             |             |             |             | 11       | 3      | 0           | 0          |
| K. Skjærstein      | 14          | -20         | 1           | 0           |                 |                 |                 |                 |               |               |               |               |             |             |             |             | 14       | -20    | 1           | 0          |
| S. Sortevik        | 23          | 3           | 2           | 0           |                 |                 |                 |                 |               |               |               |               |             |             |             |             | 23       | 3      | 2           | 0          |
| H. Stavrum         | 29          | 2           | 1           | 0           |                 |                 |                 |                 |               |               |               |               |             |             |             |             | 29       | 2      | 1           | 0          |
| R. Svindland       | 24          | 2           | 6           | 0           |                 |                 |                 |                 |               |               |               |               |             |             |             |             | 24       | 2      | 6           | 0          |
| D. Tavakoli        | 23          | 8           | 4           | 0           |                 |                 |                 |                 |               |               |               |               |             |             |             |             | 23       | 8      | 4           | 0          |
| S. Thomas          | 7           | -7          | 0           | 0           |                 |                 |                 |                 |               |               |               |               |             |             |             |             | 7        | -7     | 0           | 0          |
| E. Troudart        | 7           | 0           | 1           | 0           |                 |                 |                 |                 |               |               |               |               |             |             |             |             | 7        | 0      | 1           | 0          |
| J. Ward Ådlandsvik | 0           | 0           | 0           | 0           |                 |                 |                 |                 |               |               |               |               |             |             |             |             | 0        | 0      | 0           | 0          |